# Le Sauveur à la riza d'or
Le Sauveur à la riza d'or est une icône russe pré-mongole d'origine byzantine, représentant le Christ Pantocrator, qui date du XIe siècle. En 1700 elle est entièrement repeinte par le peintre d'icône Cyrille Oulianov. Son nom « à la riza d'or » provient de l'oklad qui la recouvrait entièrement et qui a été enlevée par la suite.

## Histoire
L'icône provient de la cathédrale Sainte-Sophie de Novgorod. En 1528, le métropolite de Moscou Macaire la plaça dans une iconostase en face de l'emplacement du métropolite dans la cathédrale. En 1570, elle est amenée à Moscou par Ivan le Terrible qui rassemblait dans la capitale un grand nombre d'icônes anciennes. En 1572 une copie en est réalisée pour la ville de Veliki Novgorod.
C'est en 1655 que l'icône est placée dans l'iconostase de la cathédrale de la Dormition de Moscou, par le patriarche de Moscou Nikon sur le conseil du Patriarche d'Antioche Macaire III. L'icône a commencé à recevoir une vénération particulière à la suite d'une légende dont on attribue l'origine à l'empereur Manuel Ier Comnène Selon celle-ci, l'empereur se mit en colère contre un desservant du culte. À la suite de cela le Christ modifia le geste traditionnel de bénédiction de la main droite et indiqua, de la même main, une page ouverte de l'Évangile De cette légende provient le second surnom donné à l'icône de « Sauveur des Manuels ». Le patriarche Nikon utilisa cette légende à l'appui de sa thèse destinée à démontrer la « prééminence du pouvoir sacerdotal sur le pouvoir du Tsar ».
En 1700, Cyrille Oulianov, peintre du Tsar, repeint presque entièrement cette ancienne icône byzantine. Il tente de conserver les caractéristiques de l'iconographie byzantine en reprenant, en particulier, le geste de la main droite du Christ. Mais il ajoute aussi de l'assist d'icône sur les vêtements pour que le nom de l'icône renvoie bien à la présence abondante de dorure.
L'icône se trouve aujourd'hui dans l'iconostase de la cathédrale de la Dormition du Kremlin de Moscou, à droite des portes centrales appelées Saintes Portes, à l'endroit même ou le patriarche Nikon les avait placées.

## Iconographie
L'icône « Le Sauveur à la riza d'or » (comme celle « Les Apôtres Pierre et Paul » du Musée de Novgorod) représente un témoignage iconographique inconnu d'autres icônes et créé probablement pour la Rus' aux environs de l'an 1050 quand fut achevée la construction de la cathédrale Sainte-Sophie de Novgorod.
Jésus est représente de face, assis sur un trône décoré de sculptures. Sa position frontale, la position symétrique des pieds, la forme rectangulaire du dossier du trône témoignent de l'origine archaïque de l'œuvre La main gauche tient un livre des Évangiles ouvert et les doigts de la main droite montrent des lignes écrites en grec provenant de l'évangile selon saint Jean, Chapitre VIII. verset 12 : qui signifie « Je suis la lumière du monde ; celui qui me suit ne marche point dans les ténèbres, mais il aura la lumière de la vie. »,. 
Sous les pieds du Christ était posé, à l'origine, un marchepied qui représentait une roue ailée. Mais après restauration de l'icône c'est un marchepied plus traditionnel et rectangulaire qui a été représenté (l'icône originale a été conservée sous forme d'une copie plus réduite réalisé en 1670 par Cyrille Oulianov).